# Cozobi (cràter)
Cozobi és un cràter sobre la superfície del planeta nan Ceres, situat amb el sistema de coordenades planetocèntriques a 46.74 ° de latitud nord i 289.26 ° de longitud est. Fa un diàmetre de 24 km. El nom va ser fet oficial per la UAI el quatre de desembre del 2015 i fa referència a Cozob, déu de la dacsa i l'abundància d'aliments de la cultura zapoteca.